# Žaiginys
Žaiginys (ryska: Жайгинис) är en ort i Litauen. Den ligger i den centrala delen av landet, 150 km nordväst om huvudstaden Vilnius. Žaiginys ligger 110 meter över havet och antalet invånare är 380.
Terrängen runt Žaiginys är platt, och sluttar söderut. Runt Žaiginys är det ganska glesbefolkat, med 28 invånare per kvadratkilometer. Närmaste större samhälle är Raseiniai, 18,0 km sydväst om Žaiginys. Omgivningarna runt Žaiginys är en mosaik av jordbruksmark och naturlig växtlighet.